# Xã Hebron, Quận Kossuth, Iowa
Xã Hebron (tiếng Anh: Hebron Township) là một xã thuộc quận Kossuth, tiểu bang Iowa, Hoa Kỳ. Năm 2010, dân số của xã này là 124 người.